# Latrotoxin
Latrotoxin är ett gift som finns hos spindlar i familjen Latrodectus bland annat svart änka. Giftet påverkar nervändar, både sådana som styr muskler och sådana som förmedlar sinnesintryck. Latrotoxinets exakta verkningmekanism är ännu inte klarlagd. Det orsakar en kraftig frisättning av transmittorsubstans från synaptiska nervändar och en nedbrytning av nervändarna. Transmittorsubstanser överför kemiskt signaler mellan nervceller i så kallade synapser. Kanske bildar latrotoxinet jonkanaler genom vilka positiva joner kan röra sig in eller ut ur nervänden.